# Narbolia
Narbolia (sardinski: Narabuìa) je grad i općina (comune) u pokrajini Oristanu u regiji Sardiniji, Italija. Nalazi se na nadmorskoj visini od 57 metara i ima 1 791 stanovnika.
 Prostire se na 40,5 km². Gustoća naseljenosti je 44 st/km².
Susjedne općine su: Cuglieri, Riola Sardo, San Vero Milis i Seneghe.